# Mady Mesplé
Mady Mesplé   (Tolosa, 7 de març de 1931 - Tolosa, 30 de maig de 2020) fou una soprano francesa.

## Joventut i estudis
Els seus pares s'havien conegut en un cor. La seva mare, secretària d'una casa de roba, porta un professor a casa per ensenyar-li música. Als set anys i mig va ingressar al Conservatori de Tolosa amb una exempció. Després segueix les lliçons de la professora Marchant per al piano i de la professora Cayla per a la teoria musical. Més tard va entrar a la classe de la professora Blanc-Daurat, esposa de l'aviadora Didier Daurat, com desitjava. Per a teoria musical, és estudiant de la professora Pauly. Entra a classe de composició.
Després d'haver obtingut el primer premi de piano, va iniciar una carrera com a pianista acompanyant artistes de varietats1. També és pianista en una banda de ball. Als 18 anys, va tornar al Conservatori de Tolosa de Llenguadoc, a la classe de cant d'Izar-Lasson, esposa del tenor Louis Izar, director del "Théâtre du Capitole" de Tolosa de Llenguadoc. També estudia cant a París amb Janine Micheau.

## Inicis
Amb el seu primer premi de cant a la butxaca, va fer una audició a Lieja, on va debutar el 1953, a Lakmé de Léo Delibes. Va ser a Lieja quan va cantar per primera vegada la majoria dels papers del seu repertori, sobretot Rosine a El barber de Sevilla i Gilda a Rigoletto, mentre actuava al Théâtre de la Monnaie a Brussel·les. També canta a L'Olympia Lyon" a Les Contes d'Hoffmann, després al Festival d'Aix-en-Provence el 1956 a Zémire et Azor d'André Grétry.

## Òpera de París i carrera internacional
Des del 1956, va cantar a l'Òpera de París. Va interpretar la germana Constance a Dialogues des Carmélites de Francis Poulenc el 1958 i el 1960. També es veu a Rigoletto i Les Indes galantes.
Substitueix amb breu avís Joan Sutherland a Lucia di Lammermoor al Festival Internacional d'Edimburg el 1962. Canta a l'Opéra-Comique de Lakmé (1960), El barber de Sevilla, Les Contes d'Hoffmann, participa en la creació de la Princesa Pauline d'Henri Tomasi, de Dernier Sauvage de Gian Carlo Menotti (1963), i cobreix Les Noces de Jeannette de Victor Massé (amb decorats de Raymond Peynet).
Al mateix temps, va començar una carrera internacional, començant a Miami amb Lakmé. A continuació vindran Madrid, Lisboa, Porto, Barcelona, Londres, Edimburg, Amsterdam, Viena, Múnic, Montreal, Seattle, Chicago, Dallas, New York Met (el 1972), Buenos Aires, Rio de Janeiro, el Bolshoi de Moscou (1972), Novosibirsk, Odessa, Tallinn, Tòquio, Belgrad, Poznań, etc.
També està il·lustrada en els papers del repertori francès (Lakmé, Philine, Olympia, Ophélie), així com en la italiana (Lucia, Gilda, Norina, Rosina, Amina) i Alemanya (La reina de la nit de La flauta màgica, Zerbinetta Ariadne auf Naxos al festival d'Aix-en-Provence el 1966).
Mady Mesplé aborda la música contemporània amb la creació del quartet núm. 2 escrit per a ella per Betsy Jolas; de la mateixa manera, Charles Chaynes compon per a ella els seus Quatre poemes de Safó. També interpreta les obres de Patrice Mestral, Yves Prin i és responsable de l'estrena en francès el 1965 dElégie pour jeunes amants (Elegie für junge Liebende) de Hans Werner Henze. Pierre Boulez li va demanar en diverses ocasions que cantés L'Échelle de Jacob (Die Jacobsleiter) de Schönberg i L'Enfant et les Sortilèges de Ravel, sobretot a Londres. També va obrir la sèrie de recitals de melodies a l'Òpera de París el 1971.
A l'Òpera de París, encara canta a l'Olympia Les Contes d'Hoffmann, dirigida per Patrice Chéreau el 19751.
Mady Mesplé ha cantat entre d'altres sota la direcció de Georges Prêtre, Pierre Boulez, Berislav Klobučar, Bernard Haitink, Pierre Dervaux, Alain Lombard i ha treballat sota la direcció escènica de Patrice Chéreau i Franco Zeffirelli.

## Educació
Als anys vuitanta, Mady Mesplé va començar una carrera educativa com a professora a l'Acadèmia de Niça a l'estiu. Al mateix temps, va deixar l'escenari (òpera) per dedicar-se a recitals i concerts. La qual cosa la porta a Nova York, Pequín, Xangai, Toronto, Roma, etc. El 19 d'octubre de 1987 va cantar amb una capacitat molt excepcional durant la vetllada de gala que va tenir lloc a l'Espace Cardin en honor del 80è aniversari d'Alain Daniélou.
Ha estat professora als conservatoris nacionals de les regions de Lió, Bordeus i Saint-Maur-des-Fossés i ha organitzat nombroses classes magistrals (sobretot a l'Abadia de Silvanés) i al CNIPAL. Va ser durant diversos anys professora a l'Escola Normal de Música de París.
Durant diversos anys, va dirigir una classe magistral a Navarrencs als Pirineus Atlàntics i és la presidenta d'honor de "l'Association des Pierres lyriques", dirigida per François Ithurbide, la vocació de la qual és promoure l'art líric a Béarn.
També va estar membre de nombrosos jurats a França i a l'estranger (Washington, Toronto, Ginebra, Itàlia, etc.).
Al mateix temps, les seves nombroses aparicions a la televisió per defensar el cant líric (sobretot sota l'ègida de Jacques Martin, Pascal Sevran, etc.) asseguren la seva popularitat entre el gran públic. És una de les cantants franceses que més ha enregistrat, sobretot amb EMI, a més d'òpera, opereta o melodia com a música sacra o música contemporània.

## Jubilació i mort
El 1996 se li va diagnosticar la malaltia de Parkinson. El 2010 es va convertir en padrina de l'Associació de Parkinson de França i va publicar el seu testimoni en un llibre titulat La Voix du corps: "Viure amb la malaltia de Parkinson".
El 2016 va ser padrina de la 6a edició del concurs internacional de belcanto Vincenzo Bellini fundat per Marco Guidarini i que va tenir lloc a l'òpera municipal de Marsella.
Mady Mesplé va morir el 2020 a Tolosa, a l'edat de 89, anys. Està enterrada al cementiri de Terre-Cabade a Tolosa de Llenguadoc.

## Discografia
| - Adam: Le Toréador (Gaîté Lyrique) - Auber: Fra Diavolo (EMI), Manon Lescaut (EMI) - Chaynes: Quatre poèmes de Sappho (EMI) - Delibes: Lakmé (EMI) - Donizetti: Lucia di Lammermoor (Adès, en français) - Ganne: Les Saltimbanques (EMI) - Grétry: Zémire et Azor (EMI), Richard Coeur-de-lion (EMI), L'Amant jaloux (EMI), - Hahn: Ciboulette (EMI), 28 Mélodies (EMI) - Jolas: Quartet II per soprano, alto, violí i violoncel (EMI) - Lecocq: La Fille de madame Angot (EMI) - Massenet: Werther (EMI) - Messager: Véronique (EMI) - Mozart: Der Schauspieldirektor (EMI) - Offenbach: Pomme d'Api, M. Choufleuri restera chez lui, Mesdames de la Halle, Orphée aux Enfers, La Vie Parisienne (EMI), La Grande-Duchesse de Gerolstein (Sony), Les Contes d'Hoffmann (ADES) - Paisiello: Messe du Sacre de Napoléon 1er, Te Deum (Philips) | - Planquette: Les Cloches de Corneville (EMI), - Poulenc: La Dame de Monte-Carlo et 28 autres mélodies (EMI) - Ravel: 5 Mélodies populaires grecques, Tripatos, Ballade de la reine morte d'aimer, Manteau de fleurs, Rêves (EMI) - Rossini: Guillaume Tell (EMI), El barber de Sevilla (EMI, en français) - Satie: Dapheneo, La Diva de l'Empire, Socrate, Geneviève de Brabant (EMI) - Schönberg: L'Échelle de Jacob (CBS) - Strauss fills (arrengaments de Korngold: Valsos de Viena (EMI) - Varney: Les Mousquetaires au couvent (EMI) - Verdi: Rigoletto (Adès, en français) - Villa-Lobos: Bachiana Brasileira n°5 (EMI) - Vivaldi: Lauda Jerusalem (Erato) |

## Premis i premis
- 2006: medalla de la ciutat de Marsella13
- 2011: Gran Premi de l'Acadèmia Charles-Cros "per tota la seva carrera".[6]

## Honors i homenatges
- 2019: durant els 130 anys de la Torre Eiffel organitzats pel Ministeri de Cultura, durant el castell de focs s'emet el famós aire de les campanes de Lakmé interpretat per Mady Mesplé. Segueix sent un referent internacional per a aquest paper.
- L'asteroide 33344 va rebre el nom de Madymesplé. El precedeix l'asteroide 33343 Madorobin i el segueixen 33345 Nataliedessay i 33346 Sabinedevieilhe, quatre de les sopranos franceses més reconegudes que han interpretat el paper de Lakmé a l'Opéra-Comique.[7][8]

## Publicació
- La Voix du corps: Viure amb la malaltia de Parkinson, per Françoise Cariès, edicions Michel Lafon, 2010 (ISBN 978-2749912776).